# سسولسسه (کوسکو)
سسولسسه (به اسپانیایی: Ccolcce) یک کوه در پرو است. سسولسسه ۵٬۴۰۰ متر بالاتر از سطح دریا واقع شده‌است.